# Isaac Baker Brown

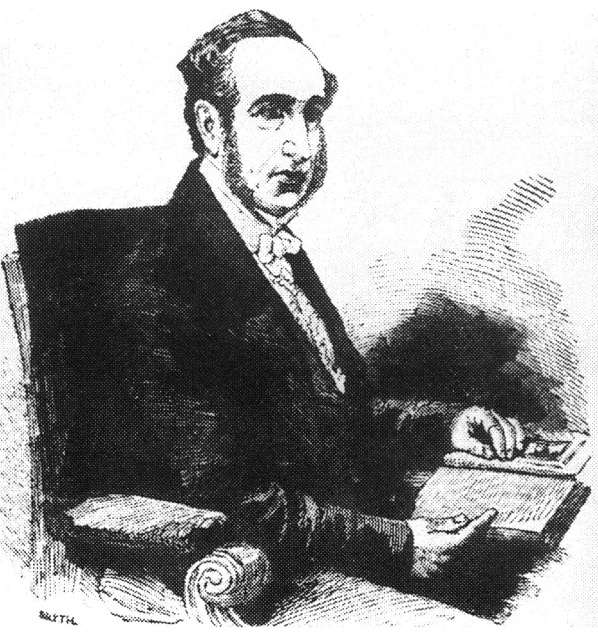
Isaac Baker Brown, circa 1851

Isaac Baker Brown (* 1811 in Colne Engaine, Essex; † 3. Februar 1873 in London) war ein bekannter britischer Gynäkologe und Geburtshelfer. Er stand für einen Zeitraum von rund drei Jahrzehnten in dem Ruf, ein Spezialist für Frauenleiden zu sein. Er zählte zu den ersten britischen Gynäkologen, die Chloroform verwendeten, und entwickelte eine Reihe chirurgischer Eingriffsmethoden zur Linderung von Frauenleiden. Er propagierte gleichzeitig 1866 in seinem Werk über die „Heilbarkeit verschiedener Formen des Wahnsinns, der Epilepsie, Katalepsie und Hysterie bei Frauen“ verschiedene chirurgische Eingriffe, darunter die Genitalverstümmelung als Behandlungsmethode. Seine Karriere endete kurz nach der Veröffentlichung dieses Buches, weil die Verstümmelung von Frauen schon damals als problematisch und unwissenschaftlich galt.

## Leben
Baker Brown wurde 1811 in Colne Engaine, Essex, geboren. Seine Eltern waren der gleichnamige Landwirt Isaac Baker Brown und Catherine Boyer, die Tochter eines Schullehrers. Baker Brown besuchte die Schule in Halstead, Essex, und wurde danach Lehrling eines Arztes mit Namen Gibson. Er studierte am Guy’s Hospital, London, wo er sich auf Geburtshilfe und Frauenkrankheiten spezialisierte. Er heiratete am 18. Juni 1833 Anne Rusher Barron und, nach deren Tod, am 21. Mai 1863 Catherine Read.

### Beruflicher Aufstieg
Baker Brown begann in London ab 1834 als Mediziner zu praktizieren. Der Beginn seiner Laufbahn fällt in eine Zeit, als Ärzte allmählich begannen, sich auf einzelne Fachgebiete zu spezialisieren.
Baker Brown zählte zu den ersten Ärzten, die sich als Gynäkologen verstanden. Gleichzeitig war er verglichen mit den Gynäkologen der 1850er-Jahre ein ausgesprochen wagemutiger Chirurg. Er war einer der ersten, die Chloroform während der Geburt und chirurgischer Eingriffe verwendete. Er entwickelte unter anderem neue Operationstechniken, um Unterleibsfisteln zu heilen. Seine technischen Fähigkeiten machten ihn zu einem der anerkanntesten Ärzte Londons. Der Historiker Andrew Scull weist jedoch auch darauf hin, dass nur wenige so bereitwillig das Leben ihrer Patientinnen riskierten: Trotz des Todes seiner ersten drei Patientinnen experimentierte er mit Ovariektomie, der chirurgischen Entfernung von einem oder zwei Eierstöcken als Behandlungsmethoden für verschiedene Beschwerden.

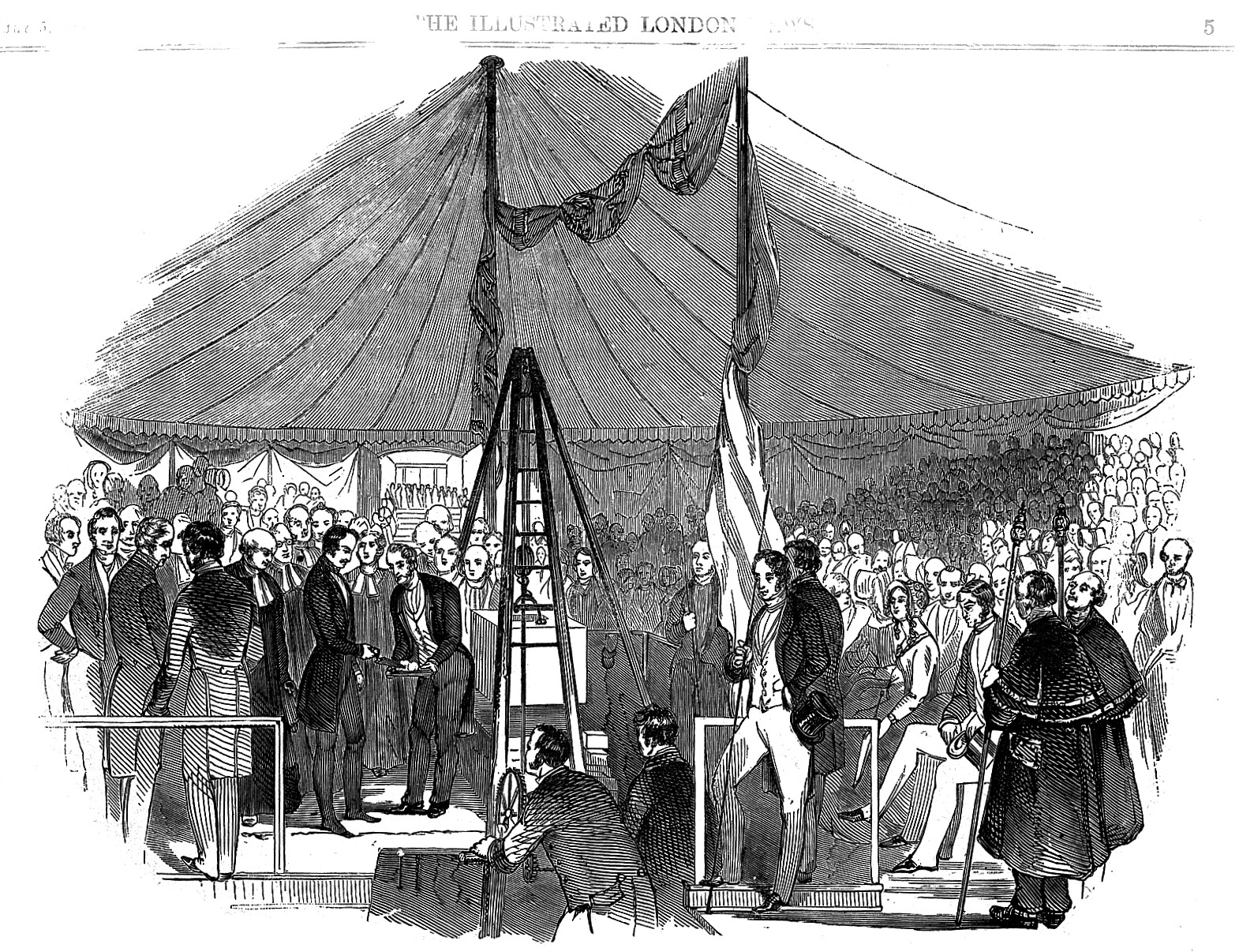
St. Mary’s Hospital; Grundsteinlegung durch Prinz Albert

Bereits 1848 wurde Baker Brown zum Mitglied der Royal College of Surgeons of England gewählt und sein Operationsraum wurde, in den bewundernden Worten von Thomas Wakley, damals Herausgeber der Zeitschrift The Lancet, der Ort, den andere Kollegen aufsuchten, um sich weiterzubilden. Die Veröffentlichung von On some Diseases of Women Admitting of Surgical Treatment, einem chirurgischen Handbuch, und seine Rolle bei der Gründung des St Mary’s Hospital waren weitere Meilensteine seiner Karriere, die 1865 in der Wahl zum Präsidenten der Medical Society of London ihren Höhepunkt fand. Bereits 1858 gab er seine Verbindung zum St Mary’s Hospital auf und gründete seine eigene Klinik, das London Home for Surgical Diseases of Women.
Wie vielen seiner gynäkologischen Kollegen war Baker Brown wiederholt ein Erfolg bei den Patientinnen verwehrt geblieben, die neben körperlichen Beschwerden auch unter neurotischen Beschwerden litten, die im damaligen Fachjargon als Hysterie bezeichnet wurden. 1858 las er eine der Aufsehen erregenden Vorlesungen des Physiologen und Neurologen Charles-Édouard Brown-Séquard, die unter dem Titel The Physiologe and Pathology of the Central Nervous System in The Lancet veröffentlicht worden war. Baker Brown leitete daraus für seine eigene Praxis ab, dass der Grund für die Hysterie und anderen Nervenbeschwerden seiner Patientinnen darin lag, dass sie masturbierten. Die These, dass Masturbation die Ursache für Hysterie und andere Formen von Geisteskrankheiten war, war eine gängige These der Psychiatrie in der ersten Hälfte des 19. Jahrhunderts.
Bereits seit dem 18. Jahrhundert fand in ganz Europa geradezu ein „Feldzug gegen die Masturbation“ statt. Es erschienen unzählige wissenschaftliche und populärwissenschaftliche Veröffentlichungen, die die angeblichen Gefahren der Masturbation anprangerten und Methoden zu ihrer Verhinderung anboten. Isaac Brown Baker ging jedoch weiter als seine Berufsgenossen, bezeichnete die vorgeschlagene Maßnahmen als halbherzig und bekannte sich in seinem 1866 erschienenen Werk On the Curability of Certain Forms of Insanity, Epilepsy, Catalepsy, and Hysteria in Females dazu, als chirurgischen Test bei Frauen die Klitoris als „Quelle dieser Erregungen“ entfernt zu haben. Er sei zu dem Ergebnis gekommen, dass der operative Eingriff zu einer sofortigen Verbesserung des geistigen Zustands führe.

### Beruflicher Niedergang
Trotz dieser angeblichen Erfolge und obwohl Baker Browns Vorgehen mit zentralen Vorstellungen viktorianischer Medizintheorie konform ging, beendete die Veröffentlichung seiner Thesen 1866 seine Karriere. Andrew Scull weist in seiner Geschichte der Hysterie darauf hin, dass nicht die Brutalität des Eingriffs die Ursache für diesen Karriereabbruch war. Bereits vor der Veröffentlichung seines Buches im Jahre 1866 war sein Verhalten in der damaligen Fachpresse kritisch kommentiert worden. In der Mitte des 19. Jahrhunderts war es in Großbritannien noch umstritten, ob Mediziner den sozialen Status eines „Gentleman“ beanspruchen konnten, und die Ärzteschaft reagierte daher außerordentlich sensibel auf Verhaltensweisen, die den fragilen sozialen Status ihrer Berufsgruppe gefährdeten. Baker Browns Fehlverhalten bestand darin, wiederholt und sehr bewusst um die Aufmerksamkeit der britischen Öffentlichkeit gebuhlt zu haben. Zu Beginn des Jahres 1866 hatte er beispielsweise dafür gesorgt, dass in der Zeitung Evening Standard ein sehr wohlwollender Artikel über seine Klinik erschien. Der Artikel zog einen scharfen Kommentar des Herausgebers des British Medical Journals nach sich:

„Wir bezweifeln, dass die Ärzteschaft die Art und Weise billigen wird, in der dieses Institut sich der Öffentlichkeit präsentiert … Eine überflüssige Selbstbeweihräucherung ist nicht immer eine wahre Empfehlung.“

Baker Brown ignorierte den Hinweis. Wenige Ausgaben später wiederholte das British Medical Journal seinen Angriff: Der aktuelle Jahresbericht von Baker Browns Surgical Home sei von einem bedauerlichen Geist der Übertreibung durchdrungen. Seinem im selben Jahr erschienenen Buch billigte das British Medical Journal zwar zu, dass einige der vorgeschlagenen Operationen einen Wert hätten. Gleichzeitig kritisierte es in seiner Buchbesprechung jedoch, dass darin übertriebene und nicht belegte Behauptungen aufgestellt würden. Schlimmer noch – das Buch ziele offenbar nicht nur auf ein Fachpublikum ab, sondern sei in einer Weise geschrieben, die nahelege, dass es für eine breitere Leserschaft bestimmt sei. Der Eindruck, dass es Baker Brown mehr um die Zustimmung der Öffentlichkeit als um die der Fachkollegen ging, wurde wenig später dadurch unterstrichen, dass in der Church Times, einer kirchlichen Wochenzeitung, ein Artikel erschien, der seine Operationen positiv bewertete und Pastoren nahelegte, ihn ihren Gemeindemitgliedern zu empfehlen. Im Dezember 1866 erschien in der Times erneut ein von Baker Brown lancierter Artikel, der seine Methode zur Heilung von Geisteskrankheiten positiv bewertete. Wenig später wurde bekannt, dass Baker Brown den Jahresbericht seiner Klinik einer Reihe einflussreicher Persönlichkeiten zugesandt hatte. Dieser wiederholte Bruch von Verhaltensnormen war es schließlich, der dafür sorgte, dass sich alle einflussreichen Mediziner gegen Baker Brown wandten, der kurz zuvor noch zu den führenden Ärzten Großbritanniens gezählt worden war. Wenig später wurde er aus der Obstetrical Society, einer Vereinigung britischer Gynäkologen, ausgeschlossen.

Die scharfe Verurteilung, die Baker Brown entgegenschlug, hat nach Ansicht von Michael Clark ihre Ursache darin, dass der Berufsstand des akademisch ausgebildeten Arztes und insbesondere der Berufsstand der Gynäkologen noch vergleichsweise jung war. Ihr Anspruch auf Autorität und Ansehen war nur aufrechtzuerhalten, wenn sie ein moralisch einwandfreies, stets auf das Wohl ihrer Patienten abzielendes Verhalten zeigten. Jedes Verhalten, das davon abwich, lief Gefahr, ihren professionellen Anspruch zu unterminieren. Das Verhalten von Isaac Baker Brown, das mehr an die Werbemaßnahme eines Ladenbesitzers erinnerte, widersprach allen professionellen Standards. Hinzu kam, dass Baker Brown bei etlichen seiner Patientinnen kein Einverständnis der Patientin, des Ehemanns oder Vormunds eingeholt hatte, was ihm als Verletzung der medizinischen Ethik angelastet wurde. Zudem wurde auch seine Operationstechnik kritisiert. Die Londoner Berufsvereinigung der Geburtshelfer und Frauenärzte, die Obstetrical Society of London, bemerkte 1867 in ihren Beratungen zum Ausschluss Baker Browns:
"It appears to me that we must eliminate clitoridectomy performed under the conditions under which Mr. Brown performs it, or we reallv must fall down and become worshippers of Priapus.« ["Mir scheint, dass wir die Kliteridektomie, die unter den Bedingungen durchgeführt wird, unter denen Herr Brown sie durchführt, abschaffen müssen, oder wir müssen wirklich umfallen und zu Anbetern des Priapus werden."]

## Veröffentlichungen
- 1854: On some Diseases of Women Admitting of Surgical Treatment
- 1866: On the Curability of Certain Forms of Insanity, Epilepsy, Catalepsy, and Hysteria in Females

## Einzelbelege
1. ↑  Isaac Baker Brown: On the Curability of Certain Forms of Insanity, Epilepsy, Catalepsy, and Hysteria in Females. Hardwicke 1866. Volltext
2. ↑  Elizabeth Sheehan: Victorian Clitoridectomy: Isaac Baker Brown and his Harmless Operative Procedure. In: Medical Anthropology Quarterly 12, Nr. 4, 1981, S. 9–15. doi:10.1525/maq.1981.12.4.02a00120.
3. ↑   Scull: Hysteria, S. 74.
4. ↑   Scull: Hysteria, S. 76.
5. ↑   Scull: Hysteria, S. 76. Im Original bezeichnete Walken die Chirurgie von Baker Brown als one of the most attraktive to the professional visitor in all London - admiration being invariable evoked by his brilliant dexterity and the power he displayed in the use of his left hand when operating on the female perineum.
6. 1 2 3  Saul: Hysterie, S. 77.
7. 1 2  Saul: Hysterie, S. 78.
8. ↑  Zitiert nach Andrew Scull: Hysteria, S. 80. Im Original lautet das Zitat: We doubt whether the Profession will approve of the way in which this particular institution is brought before the public … A superfluous amount of self-laudation is not always a real recommendation.
9. ↑   Scull: Hysteria, S. 80.
10. ↑   Auch dieser Vorgang wurde vom British Medical Journal publik gemacht. In den Worten des Artikels sandte Baker Brown seinen Jahresbericht an half the nobility in the kingdom. BMJ, 9. Februar, 1867
11. ↑   Scull: Hysteria, S. 81.
12. ↑   Scull: Hysteria, S. 83.
13. ↑   Michael Clark; The Rejection of Psychological Approaches to Mental Disorder in Late Nineteenth Century British Psychiatry. in A. Scully (Herausgeber): Madhouses, Mad-Doctors, and Madmen. Athlone, London 1981, S. 293
14. ↑   Scull: Hysteria, S. 82.
15. ↑  Marion Hulverscheidt: Weibliche Genitalverstümmelung: Diskussion und Praxis in der Medizin während des 19. Jahrhunderts im deutschsprachigen Raum. Mabuse, Frankfurt/Main 2002, S. 99.
16. ↑  The Obstetrical Society of London: Proposition of the Council for the Removal of Mr. I. B. Brown. In: The British Medical Journal. Band 1, Nr. 327, 1867, S. 395–419, S. 407 f.
17. ↑  Norbert Finzsch: Der Widerspenstigen Verstümmelung: Eine Geschichte der Kliteridektomie im „Westen“, 1500-2000. transcript, Bielefeld 2021, ISBN 978-3-8376-5717-3, S. 195–205, 334–342.

| Personendaten    | Personendaten         |
| ---------------- | --------------------- |
| NAME             | Baker Brown, Isaac    |
| KURZBESCHREIBUNG | britischer Gynäkologe |
| GEBURTSDATUM     | 1811                  |
| GEBURTSORT       | Coln Engaine, Essex   |
| STERBEDATUM      | 3. Februar 1873       |
| STERBEORT        | London                |